# Sterkrade
Sterkrade ist ein Stadtbezirk von Oberhausen, der sich in die Stadtteile Alsfeld mit Dunkelschlag, Barmingholten, Biefang, Buschhausen, Holten, Königshardt, Schmachtendorf mit Waldhuck und Waldteich, Schwarze Heide mit Weierheide, Sterkrade-Mitte, Tackenberg mit Sterkrader Heide und Walsumermark mit Brink und Neuköln gliedert. Er grenzt im Nordwesten an die Stadt Dinslaken (Kreis Wesel), im Osten an die kreisfreie Stadt Bottrop und den Oberhausener Stadtbezirk Osterfeld, im Süden an den Stadtbezirk Alt-Oberhausen und im Westen an den Duisburger Stadtbezirk Hamborn.
Sterkrade besitzt den Rang eines Mittelzentrums. Die Attraktivität seiner Innenstadt und der dort ansässigen Händler wurde durch den Neubau des CentrO in der Neuen Mitte Oberhausen zunächst gemindert, erfährt aber seit der Eröffnung des Einkaufszentrums „Sterkrader Tor“ im Mai 2007 wieder vermehrten Zuspruch. Der Wochenmarkt in Sterkrade ist der größte Markt Oberhausens.
Die traditionsreiche Sterkrader Fronleichnamskirmes galt zeitweise als größte Straßenkirmes Europas.

## Geschichte
Mehrere archäologische Befunde belegen, dass der Sterkrader Raum bereits im frühen Mittelalter besiedelt war. Deren wichtigster ist ein fränkisches Gräberfeld aus der Merowingerzeit, das 1921 bei Bauarbeiten im Bereich Weseler Straße / Oskarstraße zufällig gefunden und 1936 durch Ausgrabungen erschlossen wurde. Etwa 900 m entfernt gefundene Goldmünzen aus der ersten Hälfte des 6. Jahrhunderts unterstreichen die frühmittelalterlichen Anfänge Sterkrades, scheinen jedoch mit dem Gräberfeld in keiner engeren Beziehung zu stehen.
Die älteste urkundliche Erwähnung der Siedlung datiert aus der Zeit um 890, als sie unter dem Namen „Starkinrotha“ im Urbar der Abtei Werden aufgeführt wurde. Weitere überlieferte Namensformen aus dem Mittelalter lauten Sterkerotha, Stoerkenrotha, Starkerode oder Starkenrade. Die Endung -rode oder -rade verweist auf eine Rodung als Ausgangspunkt der Besiedlung, unklar ist jedoch, ob die erste Hälfte des Ortsnamens eine starke Rodung bezeugen soll oder eine Person namens Starko – beide Hypothesen werden weiterhin vertreten.

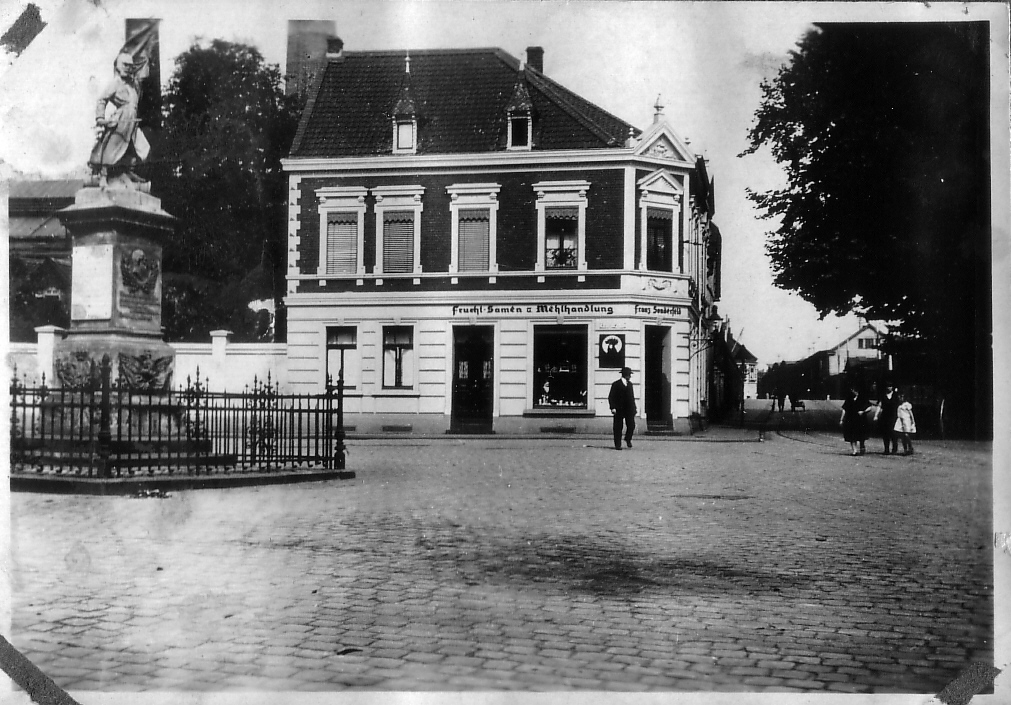
Kleiner Markt mit Kriegerdenkmal und „Sonderfelds Mühle“ um 1925

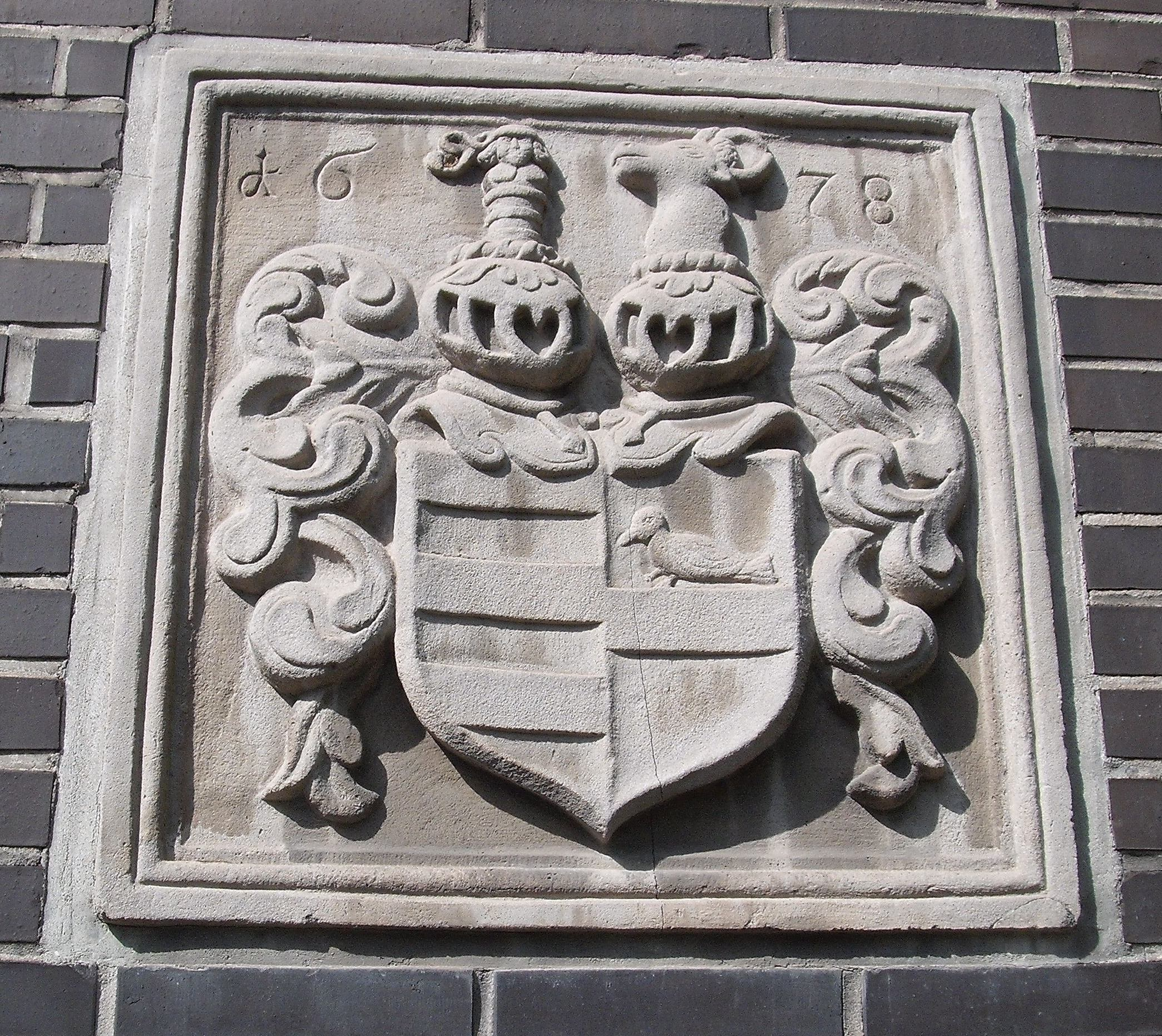
Wappen

Bis zum Beginn des 19. Jahrhunderts wurde die Geschichte Sterkrades stark geprägt durch das Kloster Sterkrade der Zisterzienserinnen, das im Jahr 1240 als Filiale des Klosters Duissern gestiftet wurde, welches seinerseits nur wenige Jahre zuvor aus dem Zisterzienserinnenkloster Saarn hervorgegangen war. Die Schwestern ließen sich ursprünglich auf dem Gut Defth (gelegen im Ortsteil Kirchhellen-Grafenwald der heutigen Stadt Bottrop) nieder, müssen aber spätestens im Frühjahr 1255 nach Sterkrade umgezogen sein. Auf diesen Zeitpunkt ist eine Urkunde der Mechthild von Holte zu datieren, die dem Kloster das Patronatsrecht über die Sterkrader Kirche übertrug und ihm eine Mühlstätte nebst Fischteich schenkte. Weitere Schenkungen Mechthilds und ihrer Nachkommen sicherten die materielle Grundlage der Klostergemeinschaft und legten den Grundstein zu einem ausgedehnten Landbesitz. Eine Urkunde aus dem November 1266 nennt erstmals Ort und Kloster in einem Zusammenhang: conventus sanctimonialium Cysterciensis ordinis in Starkerode. Als Eigenname des Klosters ist Monasterium de rivulo sancte Marie („Kloster am Marienbächlein“) bezeugt. Das Sterkrader Stadtwappen leitet sich ab von einem persönlichen Siegel der Äbtissin Anna Catharina von Nunum, gen. Dücker, die von 1674 bis 1715 amtierte. In der Folge des Reichsdeputationshauptschlusses von 1803 kam es zur Aufhebung des Klosters; die Auflösungsurkunde datiert vom 15. Juli 1809. Das ehemalige Klostergebäude wurde in der Folge zu einem Wohnhaus. Im Jahr 1969 wurde als letztes Gebäudeteil der ehemaligen Abtei der im Jahr 1701 erbaute Ostflügel ohne Kenntnis des Landeskonservators abgerissen.
Aus der einstigen Patronatskirche des Klosters ist die heutige Propsteikirche St. Clemens hervorgegangen. Das älteste evangelische Gotteshaus im bis etwa 1800 rein katholischen Kern von Sterkrade ist die 1852 eingeweihte Friedenskirche, die Anfang des 20. Jahrhunderts durch die Eröffnung der Christuskirche entlastet wurde.

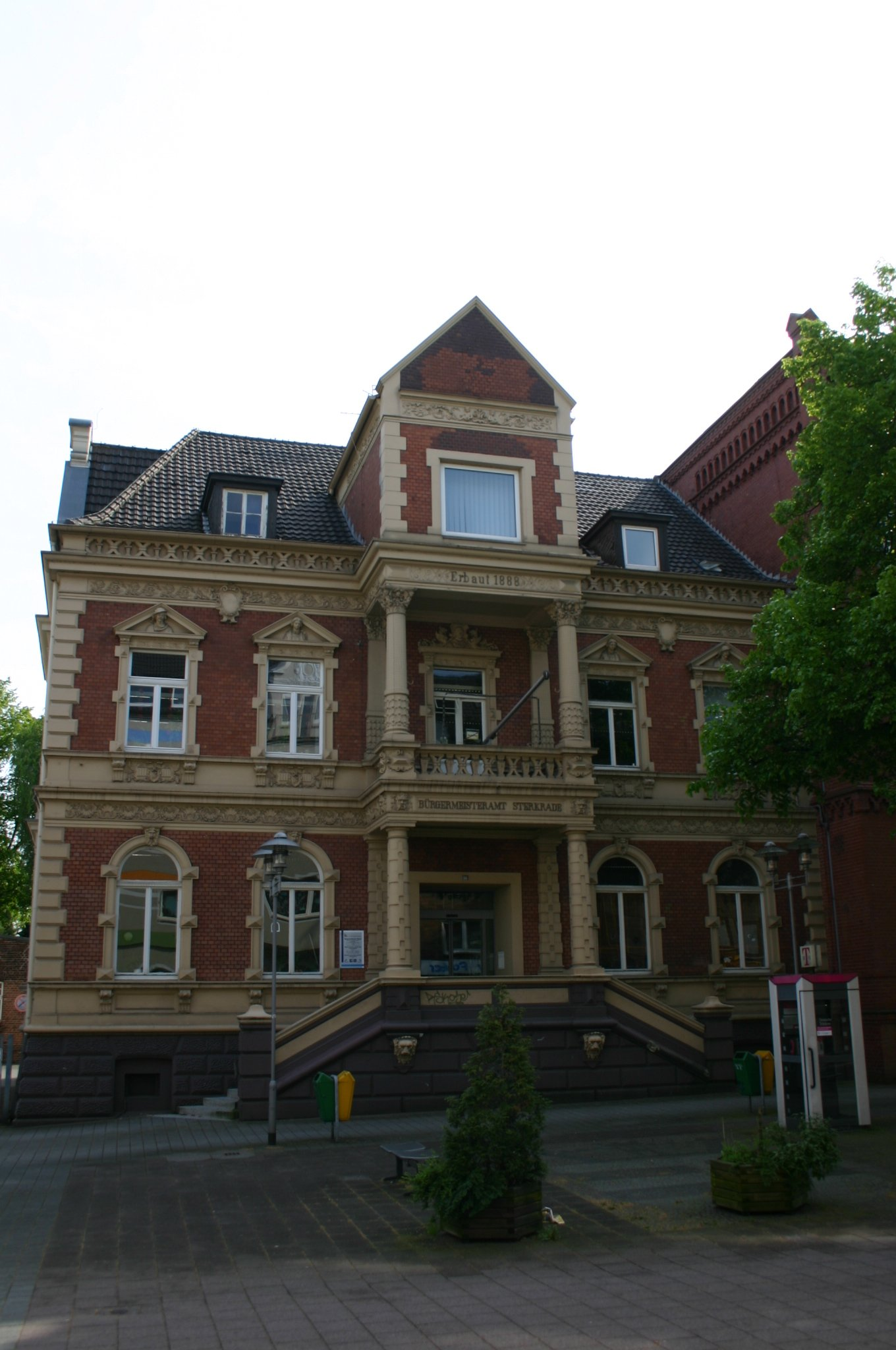
Altes Sterkrader Rathaus

Das ursprünglich klevische Sterkrade gehörte nach 1815 zur Bürgermeisterei Holten im Kreis Dinslaken bzw. ab 27. September 1823 zum Kreis Duisburg, ab 8. Dezember 1873 zum Kreis Mülheim an der Ruhr und ab 1887 zum Kreis Ruhrort. Am 1. April 1886 wurde Sterkrade Bürgermeisterei mit den vier Gemeinden Sterkrade, Stadt und Feldmark Holten, Amt Holten (Biefang) und Buschhausen. Die Bürgermeisterei kam am 20. April 1887 zum Kreis Ruhrort und am 1. April 1909 zum Kreis Dinslaken. Am 20. April 1909 wurde der größte Teil von Buschhausen nach Sterkrade eingemeindet, gleichzeitig erhielt Oberhausen den Grafenbusch mit dem Schloss Oberhausen. Am 17. März 1913 erhielt Sterkrade Stadtrechte, die Bürgermeisterei Sterkrade wurde in die Stadt Sterkrade und die Bürgermeisterei Holten geteilt. Bereits am 1. Juli 1917 wurde die Bürgermeisterei Holten zusammen mit einem großen Teil der Bürgermeisterei Hiesfeld – den Orten Barmingholten, Schmachtendorf und Walsumermark – in die Stadt Sterkrade eingegliedert, die gleichzeitig Stadtkreis wurde.
Die Stadt Hamborn bemühte sich in den 1920er Jahren unter ihrem in Sterkrade geborenen Oberbürgermeister Hugo Rosendahl erfolglos um den Zusammenschluss der Städte Sterkrade, Dinslaken und Hamborn. Es lagen Pläne vor, die Städte Duisburg, Oberhausen, Mülheim an der Ruhr, Dinslaken und den Osten des Kreises Moers zur Ruhrmündungsstadt zusammenzuschließen, die damals etwa eine Million Einwohner gehabt hätte.
Am 1. August 1929 wurde Sterkrade jedoch im Zuge der Kommunalen Neugliederung im Ruhrgebiet mit Osterfeld und (Alt-)Oberhausen zur neuen Großstadt Oberhausen (Rheinland) vereinigt. Westlich entstand die neue Stadt Duisburg-Hamborn, ein Zusammenschluss aus den Städten Duisburg, Hamborn und dem nördlichen Teil des Landkreises Düsseldorf.

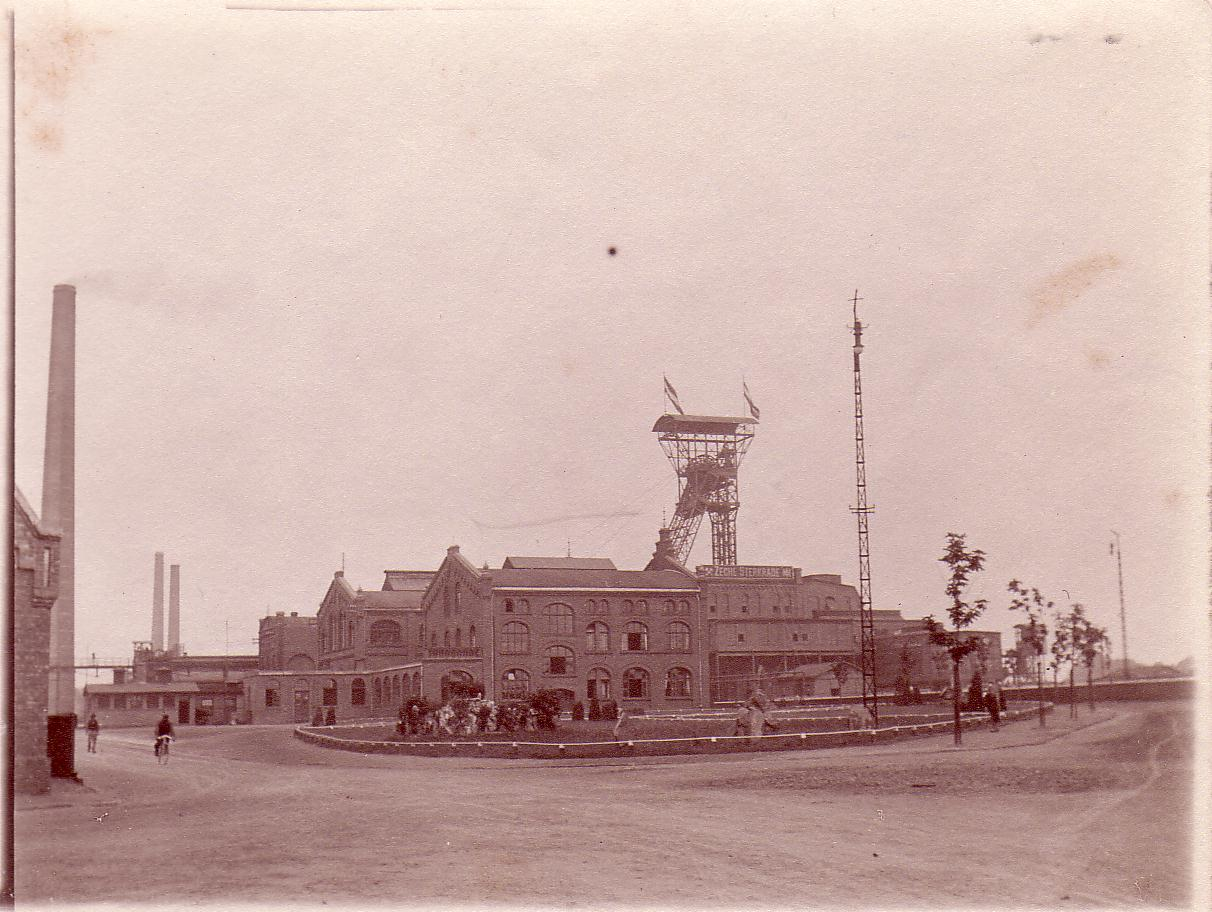
Zeche Sterkrade 1913

Industriegeschichtlich ist Sterkrade eng mit der Gutehoffnungshütte (GHH) und der Zeche Sterkrade verbunden. Ansiedlung und Aufschwung der Industrie im 19. Jahrhundert haben sich deutlich auf die Bevölkerungsentwicklung ausgewirkt. Dieser Effekt wurde zudem durch Eingemeindungen verstärkt.
| Jahr | Einwohner |
| ---- | --------- |
| 1808 | 457       |
| 1850 | 1.919     |
| 1900 | 15.264    |
| 1929 | 51.907    |

In den letzten Jahrzehnten hat wie im gesamten Ruhrgebiet auch in Sterkrade die Montanindustrie ihre Rolle als führender Wirtschaftszweig verloren. Die meisten Werksgebäude sind inzwischen aus dem Stadtbild verschwunden, ein wesentlicher Teil des ehemaligen GHH-Betriebsgeländes im Sterkrader Zentrum wurde einer anderen Nutzung zugeführt. Von dem einstigen Großkonzern ist im Wesentlichen nur noch ein Betriebsteil von MAN Energy Solutions vor Ort produktiv.

### Wappen und Flagge
Blasonierung: In Silber (Weiß) gespalten, vorn mit drei blauen Balken belegt und hinten geteilt durch einen blauen Balken, auf dem ein schwarzer Rabe sitzt. Das Oberwappen besteht aus einer roten Mauerkrone mit 3 Türmen.
Bedeutung: Es handelt sich um ein zusammengesetztes Wappen; zum einen das Wappen der 20. Äbtissin Anna Catharina von Nunnum gen. Dücker, von 1674 bis 1715 und zum anderen das Wappen des Geschlechts der Hönnepel vom Niederrhein, aus dem die Mutter der Äbtissin stammt. Statt einer Helmzier hat man dem Wappen eine Mauerkrone aufgesetzt. Nach Beschluss der Sterkrader Stadtverordnetenversammlung wurde das Stadtwappen am 4. Juni 1913 angenommen. Gleichzeitig wurden als Stadtfarben blau und weiß bestimmt.
Flagge: Sterkrade führt eine Flagge mit den Farben blau-weiß-blau im Verhältnis 1:8:1 mit dem Stadtwappen in der Mitte. Sie kann auch als Banner gehisst werden.

## Sterkrade als Stadtbezirk
Sterkrade ist bezogen auf die Fläche der größte der drei Oberhausener Stadtbezirke. Von den rund 77 km² des Stadtgebiets gehören 42,15 km² zu Sterkrade. Hinsichtlich der Einwohnerzahl liegt Sterkrade an zweiter Stelle hinter Alt-Oberhausen. Seit dem Zusammenschluss im Jahr 1929, als Oberhausen 110.958 Einwohner hatte und Sterkrade nur 51.907, hat sich dieser Abstand auf Grund einer in den letzten Jahrzehnten zu beobachtenden „Nordwanderung“ der Oberhausener Bevölkerung deutlich verringert. Ende 2009 lebten in Alt-Oberhausen 91.725 Menschen und in Sterkrade 83.021.

### Sozialstruktur
Bei sozialräumlicher Betrachtung seitens der Stadt wird Sterkrade in die Sozialräume „Sterkrade Mitte“ mit den Quartieren Buschhausen/Biefang, Sterkrade Mitte, Alsfeld, Tackenberg West sowie Schwarze Heide und „Sterkrade Nord“ mit Holten/Barmingholten, Schmachtendorf, Walsumermark sowie Königshardt gegliedert. Dabei schneidet der Sterkrader Norden in Hinblick auf nahezu alle Indikatoren (wie Arbeitslosenquote, Übergangsquote zum Gymnasium, Inanspruchnahme von Hilfen zur Erziehung oder Anteil von Transferleistungsempfängern) besser ab als die Mitte Sterkrades oder die Stadt Oberhausen insgesamt.

### Politik und Verwaltung
Die Bezirksverwaltungsstelle befindet sich seit einigen Jahren gemeinsam mit weiteren Fachbereichen der Oberhausener Stadtverwaltung im so genannten Technischen Rathaus, einem ehemaligen Verwaltungsgebäude der Gutehoffnungshütte. Die Sterkrader Bezirksvertretung setzt sich nach der Kommunalwahl des Jahres 2020 wie folgt zusammen:
- CDU: sechs Sitze,
- SPD: sechs Sitze,
- Bündnis 90/Die Grünen: drei Sitze,
- Linke Liste: ein Sitz,
- AfD: ein Sitz.

Für Landtagswahlen bildete Sterkrade zuletzt gemeinsam mit Dinslaken den Wahlkreis 56: Oberhausen II – Wesel I.

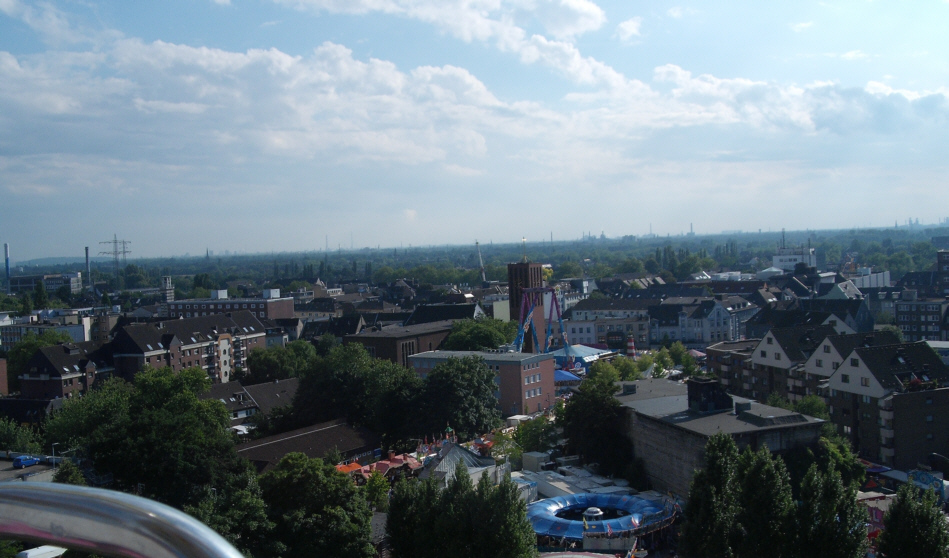
Innenstadt mit Neumarkt vom Riesenrad aus gesehen
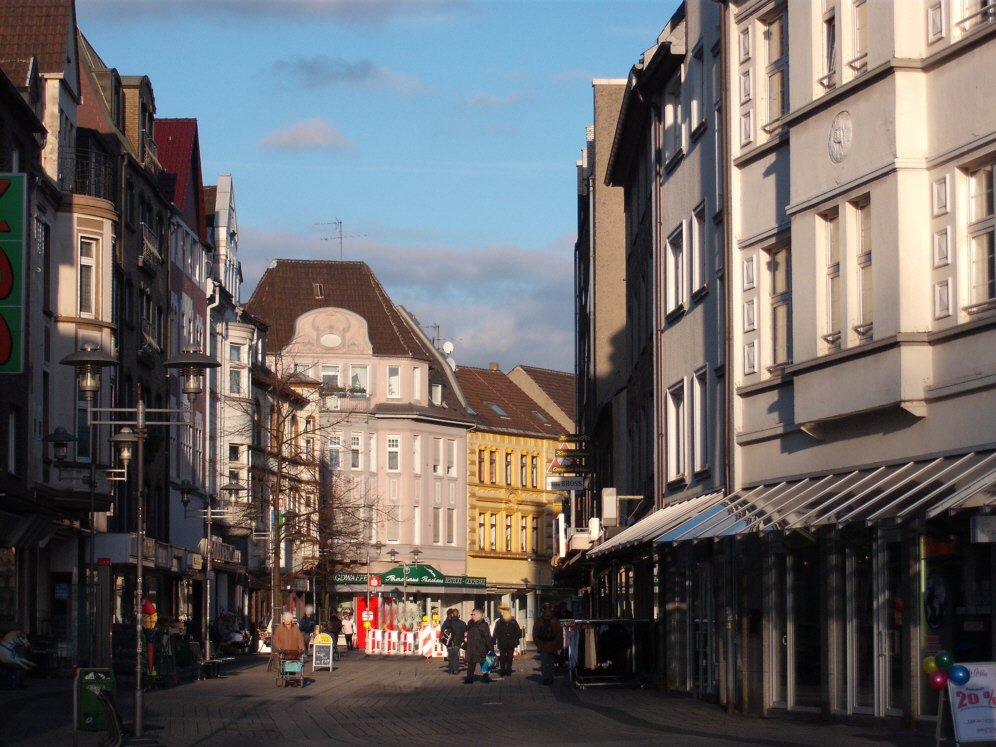
Bahnhofstraße
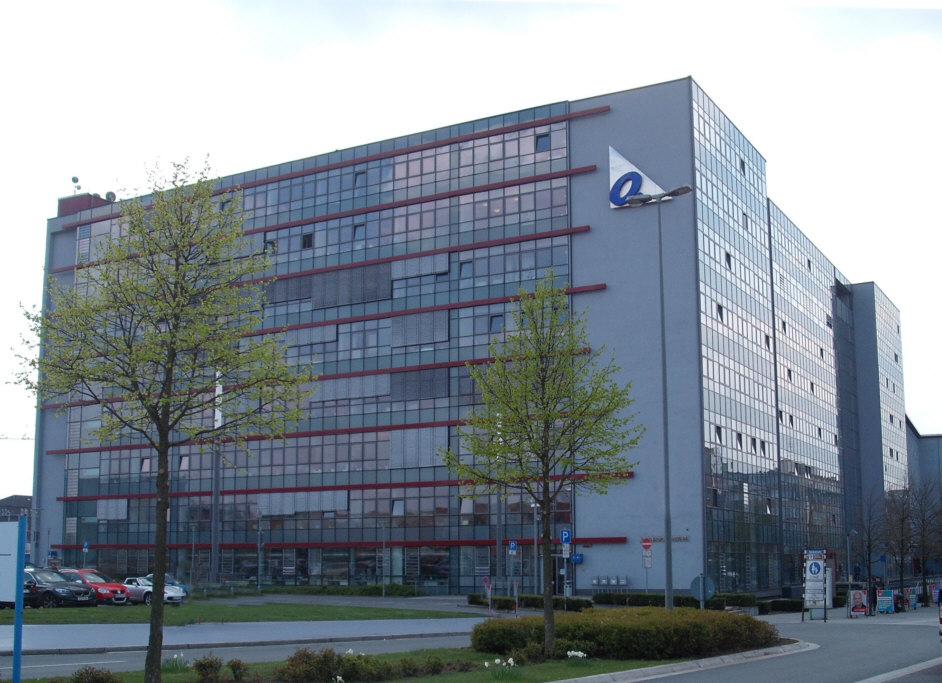
Technisches Rathaus
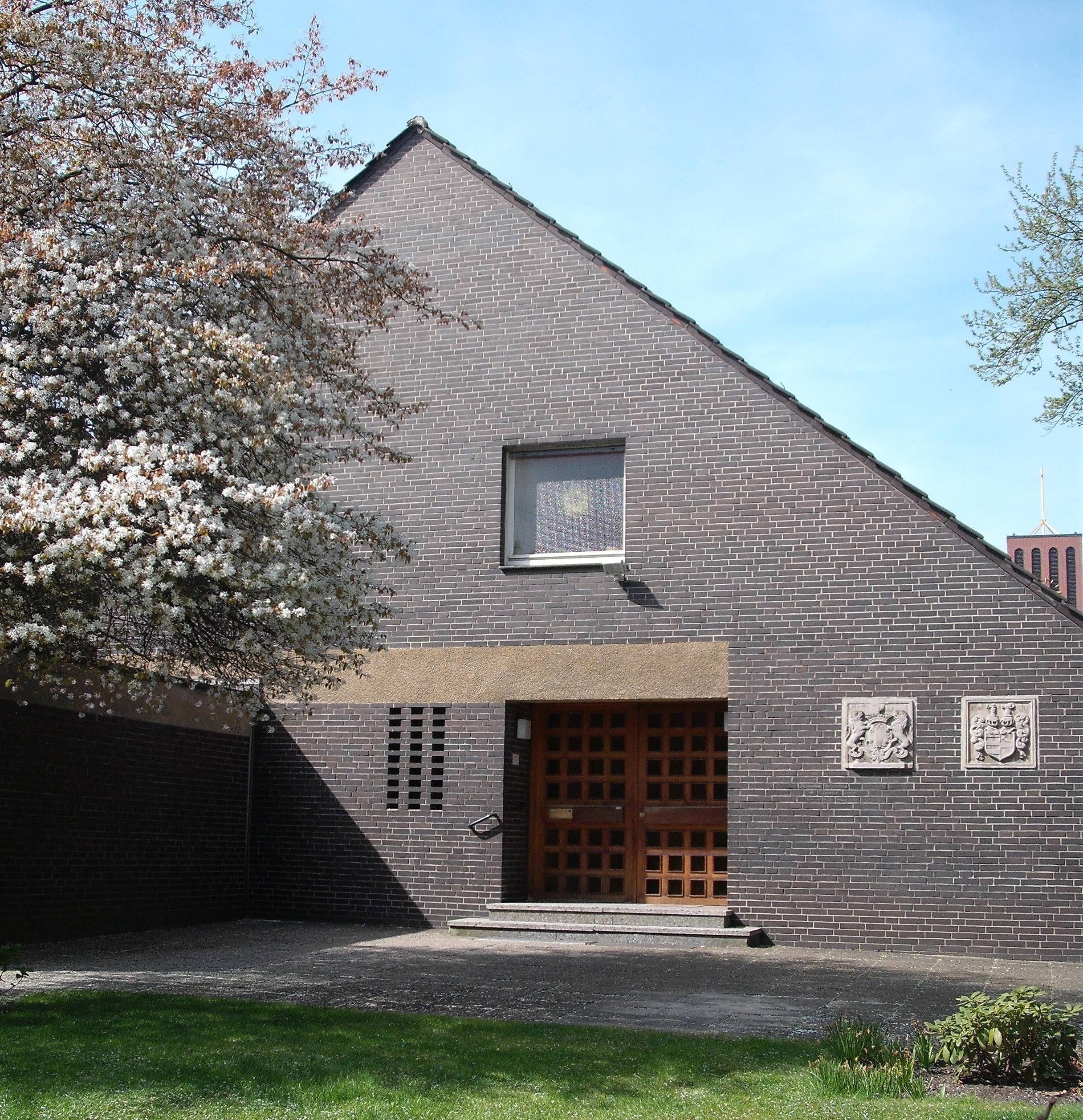
Kloster Sterkrade (neues Gebäude)
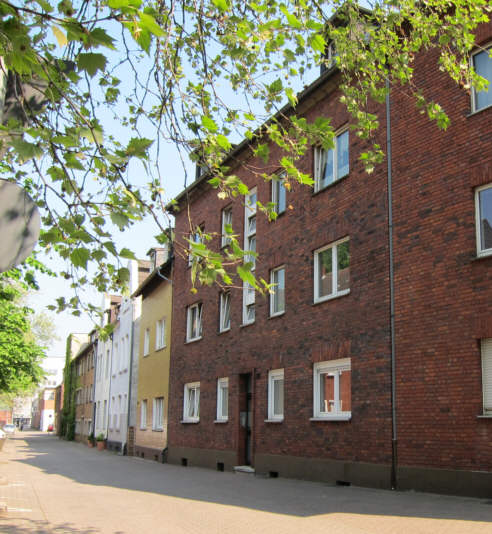
Die Christinestr.23, das geografische Zentrum von Oberhausen

## Infrastruktur
Siehe Artikel: Alter Postweg (Sterkrade)

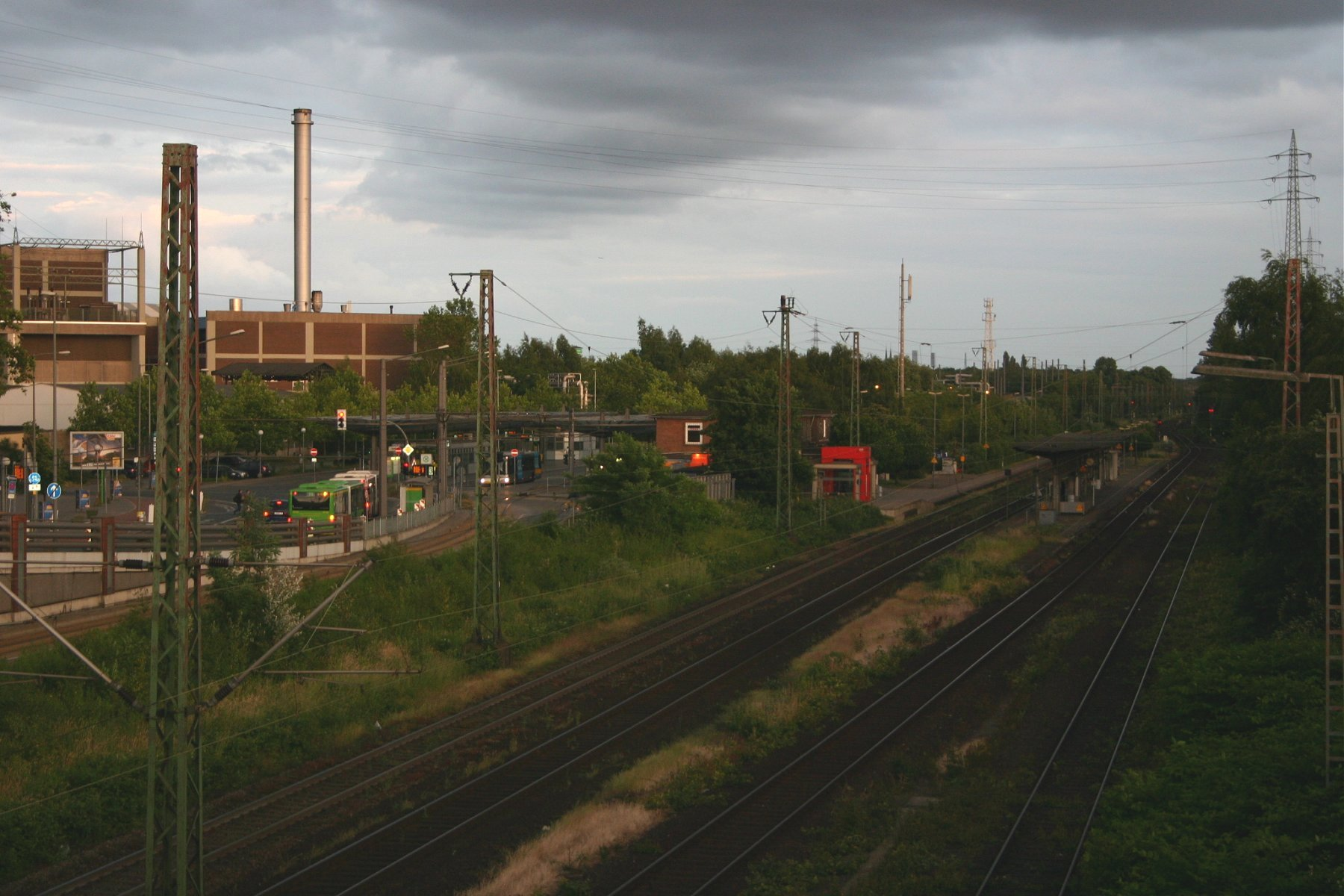
Bahnhof Oberhausen-Sterkrade mit ÖPNV-Haltestelle

Sterkrade verfügt über zwei Bahnhöfe: Oberhausen-Sterkrade (1856 eröffnet) und Oberhausen-Holten (1886 in Betrieb genommen). Beide befinden sich auf der Bahnstrecke Oberhausen–Arnhem. Der Bahnhof Holten liegt zwischen der nördlichen Station Dinslaken und dem Bahnhof in Sterkrade. Von Sterkrade aus gibt es Verbindungen in Richtung Oberhausen und Wesel. Alle 20 Minuten fährt von hier eine Regionalbahn bis Wesel bzw. Duisburg/Krefeld. Der Rheinexpress nach Emmerich oder Koblenz verkehrt stündlich.
Sterkrade ist in das öffentliche Nahverkehrsnetz der Stadt Oberhausen eingebunden. Im Zuge des Neubaus des CentrO wurde 1996 die ÖPNV-Trasse Oberhausen, eine komplett neue Straßenbahn- und Bustrasse vom Hauptbahnhof Oberhausen zum Bahnhof Sterkrade gebaut. Auf ihr verkehrt neben einer Reihe von Buslinien wieder die Straßenbahn von Mülheim an der Ruhr über Oberhausen Hbf. bis zum Bahnhof Oberhausen-Sterkrade. Ende Oktober 2004 wurde diese Strecke um einen 800 m langen Abschnitt bis zum Neumarkt verlängert, der in Richtung Bahnhof von Linienbussen mitbenutzt werden kann.
Über die Anschlussstelle Oberhausen-Sterkrade ist Sterkrade an die Stadtautobahn A 516 angebunden und über die Anschlussstelle Oberhausen-Holten an die A 3 nach Köln/Duisburg/Düsseldorf bzw. Arnhem. Die A 516 verbindet Sterkrade mit der Anschlussstelle Oberhausen-Zentrum (A 42 Kamp-Lintfort ↔ Dortmund), wo sie dann als B 223 in den Oberhausener Süden und nach Mülheim an der Ruhr weiterführt. In Richtung Norden führt die A 516 zum Autobahnkreuz Oberhausen, wo sie in die A 3 nach Arnhem übergeht und zudem Anschluss an die A 2 Richtung Hannover und Dortmund und über diese an die A 31 nach Nordhorn und Emden besitzt.

## Sehenswürdigkeiten
- Zeche Sterkrade
- Propsteikirche St. Clemens, ein Hallenbau von 1952 bis 1953, nachdem der Vorgängerbau im Zweiten Weltkrieg zerstört worden war[16]
  - Gnadenbild Mutter vom guten Rat (Gemälde des 18. Jahrhunderts, zum ersten Mal erwähnt 1738, nach einem Passauer Marienbild, das wiederum ein Gemälde von Lucas Cranach d. Ä. (vermutlich 1517) als Vorbild hat[17][18])
  - Mosaik Der auferstandene Christus von Ludwig Baur[16]
- Hagelkreuz (Ecke Steinbrinkstraße/Postweg) ursprünglich von den Gebrüdern Rogez genannt Lantermann 1849 an der Stelle eines älteren Kreuzes von 1812 errichtet. Heute ist nur eine Replik des Kreuzes zu sehen, nachdem der Korpus 1993 gestohlen worden war.[19]
- Radweg HOAG-Trasse

### Museen
In Sterkrade befinden sich das private Sterkrader Radio-Museum und das ebenfalls private Konditoreimuseum Zuckertüte (das am 24. September 2014 eröffnet wurde). Das Museum ist zurzeit wegen des Todes des Gründers geschlossen.

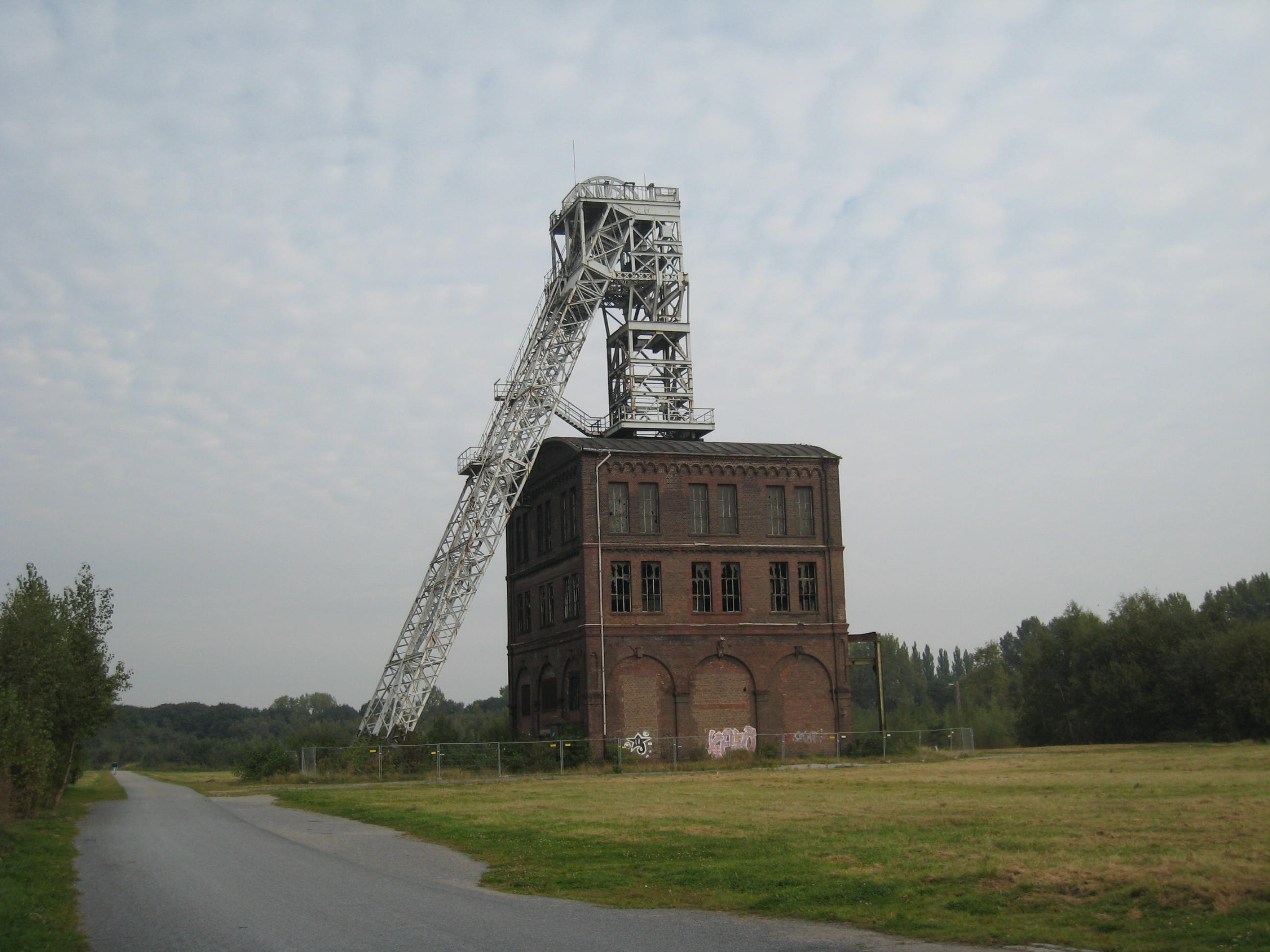
Fördergerüst Zeche Sterkrade 2008
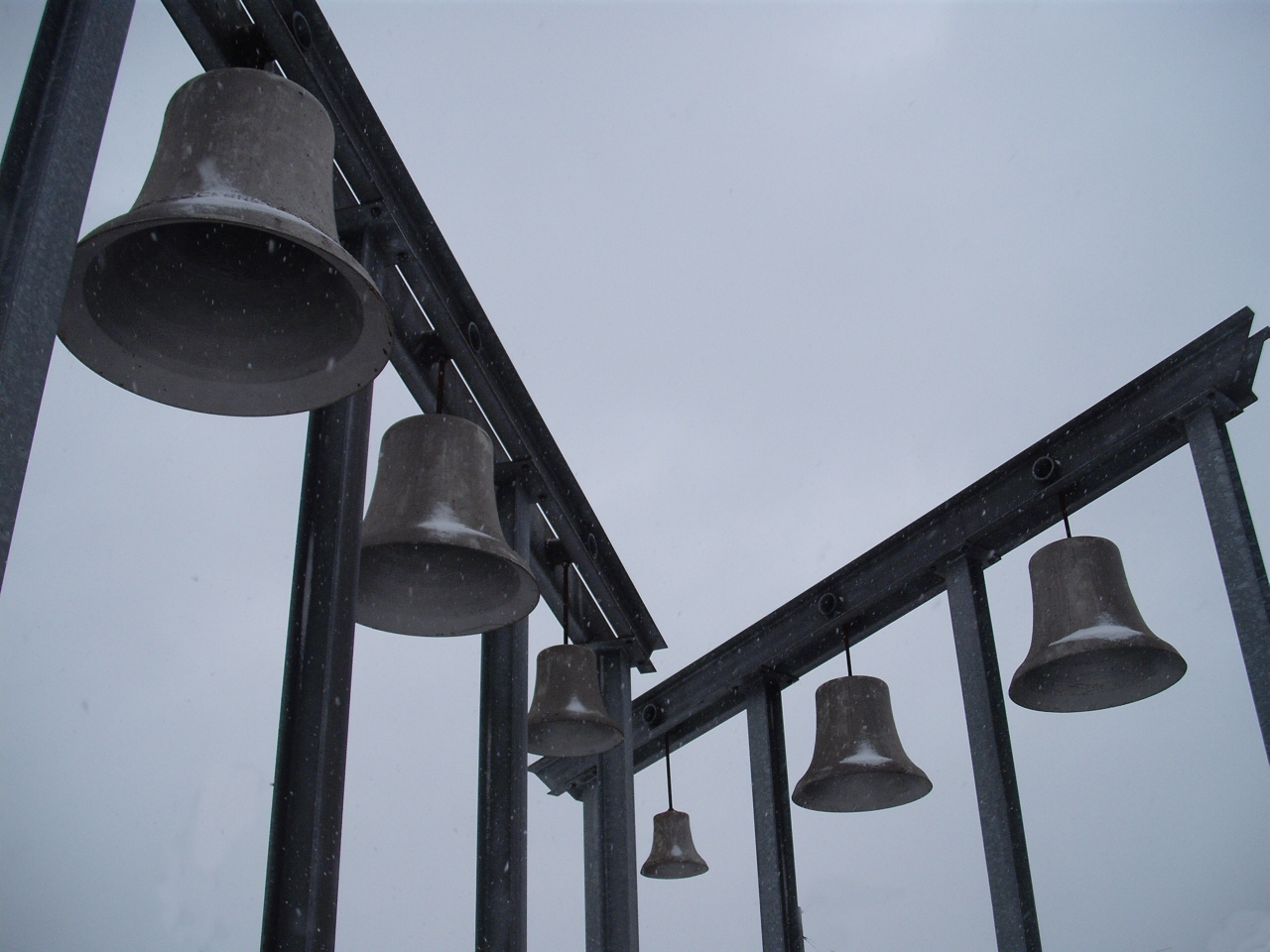
Glockendenkmal am Bahnhof
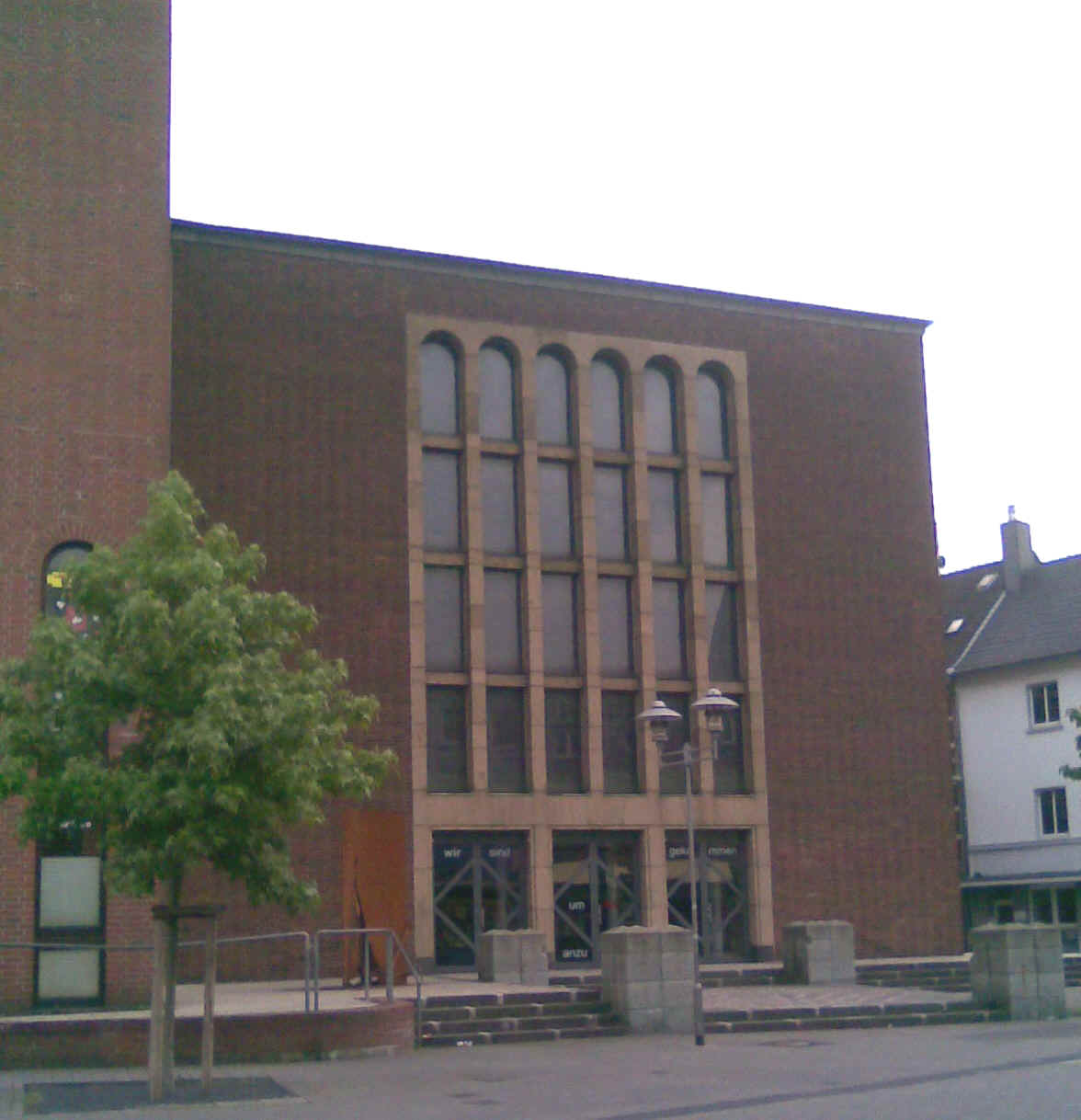
St.-Clemens-Kirche
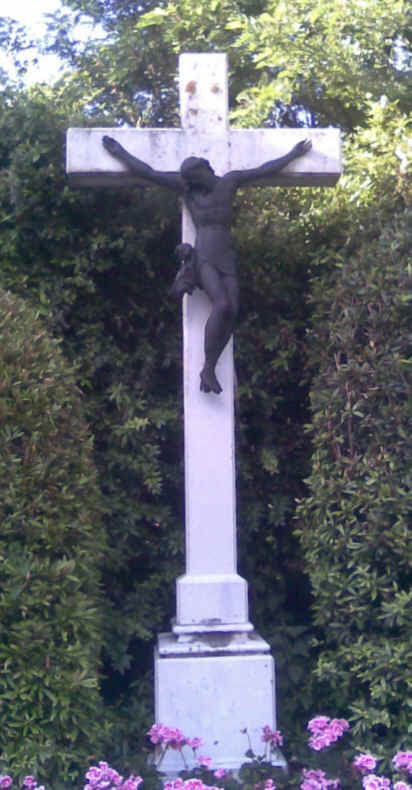
Hagelkreuz

## Persönlichkeiten

Otto Most

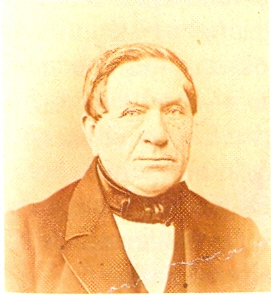
Hermann-Wilhelm Lueg

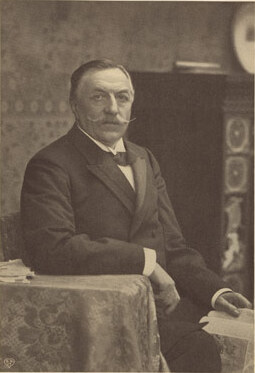
Carl Lueg

### Bürgermeister
- Botho Franz Wolfgang von Trotha (1886–1905)
- Eugen zur Nieden, Nationalliberale Partei (1906–1915)

### Oberbürgermeister
- Otto Most, DVP (1916–1919)
- Wilhelm Heuser, Zentrum (1920–1929, 1930–1937 Oberbürgermeister von Oberhausen, ab 1933 NSDAP)

### Persönlichkeiten Sterkrades
- Wilhelm Lueg (1792–1864), Hüttendirektor der JHH, dem Vorläufer der Gutehoffnungshütte
- Wilhelm Hünermann (1900–1975), katholischer Priester, Biograph und Schriftsteller, war Kaplan in Sterkrade.
- Wim Wenders (* 1945), international bekannter Filmregisseur, besuchte das neusprachliche Freiherr-vom-Stein Gymnasium in Sterkrade.
- Dieter Herzog (* 1946), Fußballer, begann seine Karriere bei der Spielvereinigung Sterkrade 06/07.

### Söhne und Töchter
- Wilhelm Trellenkamp (* 1826; † 14. Januar 1878 in Orsoy), Historienmaler der Düsseldorfer Schule
- Carl Lueg (* 2. Dezember 1833; † 5. Mai 1905 in Düsseldorf), 1. Vorstandsvorsitzender der Gutehoffnungshütte
- Heinrich Lueg (* 14. September 1840; † 7. April 1917 in Düsseldorf), Industrieller und Politiker
- Karl Heinrich Gisbert Gillhausen (* 28. Juli 1856; † 16. März 1917 in Essen-Rüttenscheid), Bauingenieur

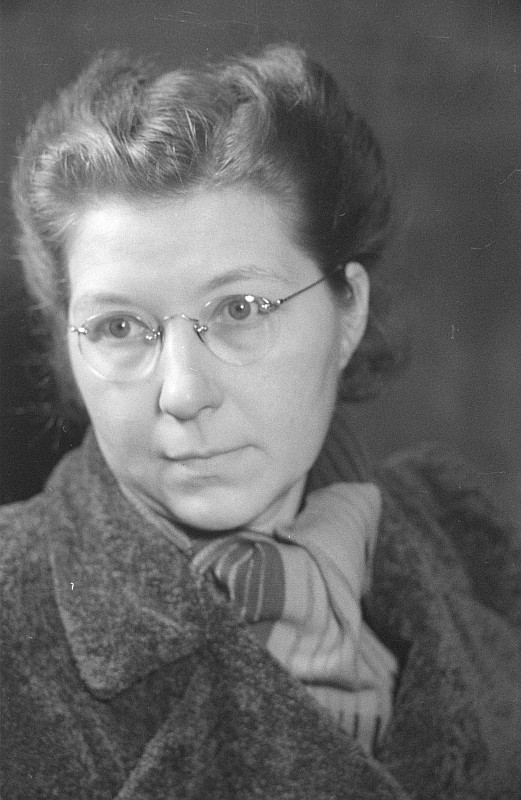
Maria Rentmeister

- Felix Hollenberg (* 15. Dezember 1868; † 28. April 1945 in Gomadingen), Maler und Radierer
- Hugo Rosendahl, (* 28. Dezember 1884; † 23. April 1964 in Essen), Politiker und Bürgermeister von Andernach, Hamborn, Koblenz und Essen
- Friedrich Hüttermann (30. März 1888; † 17. Mai 1945 in China), Missionar und Märtyrer
- Bernhard Kaes (* 29. März 1892; † 3. Januar 1973), Landtagsabgeordneter
- Joris Vorstius (* 29. Juni 1894; † 2. Februar 1964 in Berlin), Bibliothekar
- Leo Brandenburg (* 21. Juni 1895; † 2. März 1946 im Speziallager Nr. 1 Mühlberg), Jurist,
- Theodoriana Hallerbach (* 21. Oktober 1898; † 27. Februar 1944 in Koja, Papua-Neuguinea), Steyler Missionsschwester und Märtyrin
- Heinz Dungs (* 21. Dezember 1898; † 8. Januar 1949 in sowjetischem Gewahrsam) war ein deutscher Theologe und Pfarrer der Deutschen Christen
- Karl Dungs (* 19. Januar 1901; † 11. September 1972 in Oberwesel) war ein deutscher Theologe, Pfarrer der Deutschen Christen und NSDAP-Mitglied
- Martha Schneider-Bürger (* 21. Oktober 1903; † 25. September 2001 in Gelnhausen), erste deutsche Bauingenieurin
- Roland Rohn (* 12. November 1905; † 11. Juni 1971 in Zürich), Architekt
- Maria Rentmeister (* 27. Januar 1905; † 10. Mai 1996 in Berlin), Widerstandskämpferin gegen den Nationalsozialismus
- Heldemara Scholten (* 15. Juni 1905; † 18. März 1943 in der Bismarcksee), Missionsschwester und Märtyrin
- Hans Haferkamp (* 25. November 1908; † 27. November 1993), Politiker SPD.
- Josef Büscher (* 10. März 1918, † 19. September 1983 in Gelsenkirchen), Schriftsteller
- Klaus-Peter Kirchrath (* 10. Februar 1927), Fußballtrainer
- Rolf Lamers (* 8. Juli 1927; † 17. Oktober 2016), Leichtathlet und Olympiateilnehmer 1952
- Arnulf Zitelmann (* 9. März 1929; † 8. Juli 2023), Schriftsteller
- Gustava Schefer-Viëtor (* 5. Oktober 1932; † 30. Oktober 2016), Pädagogin, Erziehungswissenschaftlerin, Geschlechterforscherin und Feministin
- Heinz Georg Schmenk (* 1935), Schriftsteller
- Theo Vennemann (* 27. Mai 1937), Sprachwissenschaftler und Professor
- Klaus Lantermann (* 31. März 1942), Journalist, Inlandschef von Associated Press und Politikchef der Berliner Morgenpost
- Ulf G. Stuberger (* 5. September 1949; † 4. Oktober 2015 in Pforzheim), Journalist und Buchautor
- Bernd Wegner (* 1. Oktober 1949), Historiker
- Wolfgang Neuhaus (* 23. Juli 1952), Lektor und Übersetzer
- Stefan Hartmann (* 19. August 1954), Theologe und Schriftsteller
- Michael Kleinaltenkamp (* 25. Februar 1955), Wirtschaftswissenschaftler
- Holger Schmenk (* 10. Juli 1978), Historiker und Autor
- Frederick Cordes (* 26. Februar 1986), Politiker SPD
- Julian Real (* 22. Dezember 1989 in Königshardt), Wasserballspieler

### Belletristische Darstellungen
- Karl Grünberg: Brennende Ruhr, (1928), Verlag neues Leben, Berlin 1952. ISBN 3-88112-023-8 – Im Vorwort zur Ausgabe von 1952 bezeichnet Grünberg ausdrücklich Sterkrade als Vorbild der geschilderten Stadt Swertrup.
- Markus Bötefür: Fronleichnam. KBV-Verlag, Hillesheim 2009. ISBN 978-3-940077-53-0.
- Winand Herzog: unRuhe. Historischer Roman aus dem Jahre 1966, büro für realitätsdesign, Mönchengladbach 2017, ISBN 978-3-930509-66-9.
- Peter Kersken: Tod an der Ruhr. Emons Verlag, Köln 2008, ISBN 978-3-89705-581-0.
- Peter Kersken: Im Schatten der Zeche. Emons Verlag, Köln 2010, ISBN 978-3-89705-714-2.
- Peter Kersken: Zechensterben. Emons Verlag, Köln 2011, ISBN 978-3-89705-866-8.
- Peter Kersken: Die Suche nach dem goldenen Tod. Emons Verlag, Köln 2013, ISBN 978-3-95451-158-7.
- Heinz Georg Schmenk: Ein Dussel ist immer dabei. Henselowsky Boschmann Verlag, Bottrop 2007, ISBN 978-3-922750-73-4.

## Film
- Schornstein Nr. 4 mit Romy Schneider (Szenen wurden im Hallenbad Sterkrade gefilmt)[24]
- Granatenproduktion in Sterkrade, 1917, 26 Minuten, stumm, nur als DVD Kopie, Produzent: Deutsche Lichtbild-Gesellschaft (DLG), Fundort: Medienpädagogisches Zentrum Delmenhorst, 04221 - 992398